# サンディスク
サンディスク（英: SanDisk Corporation）は、アメリカ合衆国に本拠地をおく、フラッシュメモリー製品を中心に製造を行う企業である。

## 概要

2007年から2024年まで使用されたロゴ

コンパクトフラッシュ、SDカード、メモリースティック Proなど、フラッシュメモリー業界において数々の特許を生み出した。
同社のNAND型フラッシュメモリの製造は東芝（当時）と共同で投資を行った、三重県四日市市の「キオクシア 四日市工場」で行っており、パッケージングを中国・上海の自社工場で行っている。
1988年にエリ・ハラリ（Eli Harari）を中心とした不揮発性のメモリを専門とするチームによって設立された。
1995年11月にNASDAQに上場し、2005年には売上高23億ドルまでに成長した。
2015年10月21日、ウエスタンデジタルがサンディスクを190億米ドルで買収すると発表。東芝（当時）との提携関係は維持される。
2016年5月11日、中華人民共和国商務部による認可手続きを完了したと発表。
なお、社名は「SanDisc」ではなく「SanDisk」であり、CDなどの光学メディア（Disc）ではなく、ハードディスク（Hard Disk）関連製品であるSSDの開発から会社をスタートさせたことによる。

## 分社化
2023年10月30日、ウエスタンデジタルはHDD事業とフラッシュ事業の分割を発表。
2025年2月24日、Western Digital CorporationとSandisk Corporationの分社化が完了した。分社化とともに、サンディスクのロゴも新しい物に変更された。米国本社の分社化に伴い、日本法人に関しても分社化が予定されている。

## 訴訟
2007年10月24日、USBメモリなどのフラッシュメモリ製品を扱う25社を相手取り、少なくとも1件以上の特許を侵害している可能性があるとして、2件の訴訟をウィスコンシン州西部地区連邦地裁に、1件の訴訟をアメリカ国際貿易委員会に起こしたことを明らかにした。損害賠償請求と輸入差し止めの請求を行っている。提訴されたのは、バッファロー、LG電子、イメーション、Memorex、キングストンテクノロジー、トランセンド、フィリップス、コルセア、PQI、ADATAなど。なお、以前にもサンディスクは、RiTEKやレキサー・メディアなど数社を相手取り特許侵害された可能性があるとして提訴しているが、そのうち数件は最終的に和解しライセンス契約を締結している。

## 主な製品
- コンパクトフラッシュ（1994年）
- マルチメディアカード（1997年）
- RS-MMC（英語版）（小型化したマルチメディアカード、2004年）
- SDメモリーカード（2001年）
- miniSDカード （小型化したSDカード、2003年）
- トランスフラッシュ（下記のMicroSDカードと同一の規格）（2004年）
- microSDカード
- メモリースティック、メモリースティックDuo
- USBメモリ
- デジタルオーディオプレーヤー（DAP）
- 組み込み型ストレージ
- 企業向けソフトウェア、サービス
- ソリッドステートドライブ（SSD）
- SanDisk Professional（旧G-Technology）[12]
  - カードリーダー
  - ポータブルドライブ（SSD）
  - デスクトップドライブ（G-DRIVE / G-RAID）

## 日本法人

### 日本
日本法人の社名は2020年12月までサンディスク株式会社（SanDisk K.K.、1992年設立）で、本社は東京都港区港南1-6-31 品川東急ビル3F。
2021年1月1日から、ウエスタンデジタル合同会社（Western Digital GK）へ組織変更および社名変更。